# Peponocephala electra
El delfín de cabeza de melón  (Peponocephala electra) es una especie de cetáceo odontoceto de la familia Delphinidae, la única del género Peponocephala. Está estrechamente relacionada con la orca pigmea y con los calderones.

## Taxonomía
Debido a la dificultad para estudiarlo (la mayoría de los datos científicos ha llegado a partir de varamientos), la posición taxonómica de esta especie está poco clara. Hasta 1966 se clasificó en el género Lagenorhynchus, fecha en que se reclasificó en un género propio, Peponocephala.

## Descripción
El delfín de cabeza de melón  tiene una forma que recuerda a un torpedo. El cuerpo es más o menos gris claro a excepción de la cabeza, que es gris oscuro (a veces llamada la "máscara"). Cuando se ve de perfil, la cabeza no es tan redondeada como el de la orca pigmea y esto puede ser de ayuda para la identificación. 
Esta ballena es capaz de nadar muy rápido, especialmente cuando se asusta. Por lo general se reúnen en gran número (por lo menos de 100  a 1000 individuos). El adulto crece hasta 3 metros de largo y pesa sobre 200 kilogramos. Su principal alimento es el calamar.

## Población y distribución
Habita en todas los océanos tropicales y subtropicales.